# عصفور الدوري الزقزاق
العُصفُور الدُّوري الزَّقزَاق أو الدوري الزَّقزَاق أو العُصفُور الزَّقزَاق أو السِنُونو المُسَقسِق، هو أحد أنواع عصافير الدوري الأمريكيَّة، المُنتمية لجنس العصافير الشُرشُوريَّة وفصيلة العنبريَّات، وأحد أكثر العصافير شيوعًا في أمريكا الشماليَّة ومن أكثرها إلفةً ووداعةً.
العُصفُور الزَّقزَاق نوعٌ أليف يأمن جانب الإنسان ويشتهر بين أولئك الذين يُقيمون مَحطَّات تغذية للطيور. يأكل مقادير كبيرة من بُزور الأعشاب والأعشاب الضارَّة، فضلاً عن السوس والحشرات النطَّاطة والحشرات الأخرى، وفي بعض الأحيان يُطارد الحشرات الطائرة بُغية اقتناصها.
تغريده سِلسلة من «الزَّقزقات» القصيرة يُطلقها أحيانًا مُتداخلة في ترجيعٍ سريع من طَبقة واحِدة. وقد يُنشد في بعض الخَطرَات أثناء الليل. وفي الشتاء يغدو التاج الكستانيّ البرَّاق للبالغ باهتًا ومُوَخَّطًا، ويختفي حاجبه الأبيض الواضح لتحل محلِّه رُقعة بُنيَّة حول الأُذن. تقوم الأنثى بِجميع أعباء بِناء العُش وإن كان الذكر يتكرَّم أحيانًا باصطحابها أثناء جمعها للمواد.

## الوصف

### الكِسوة

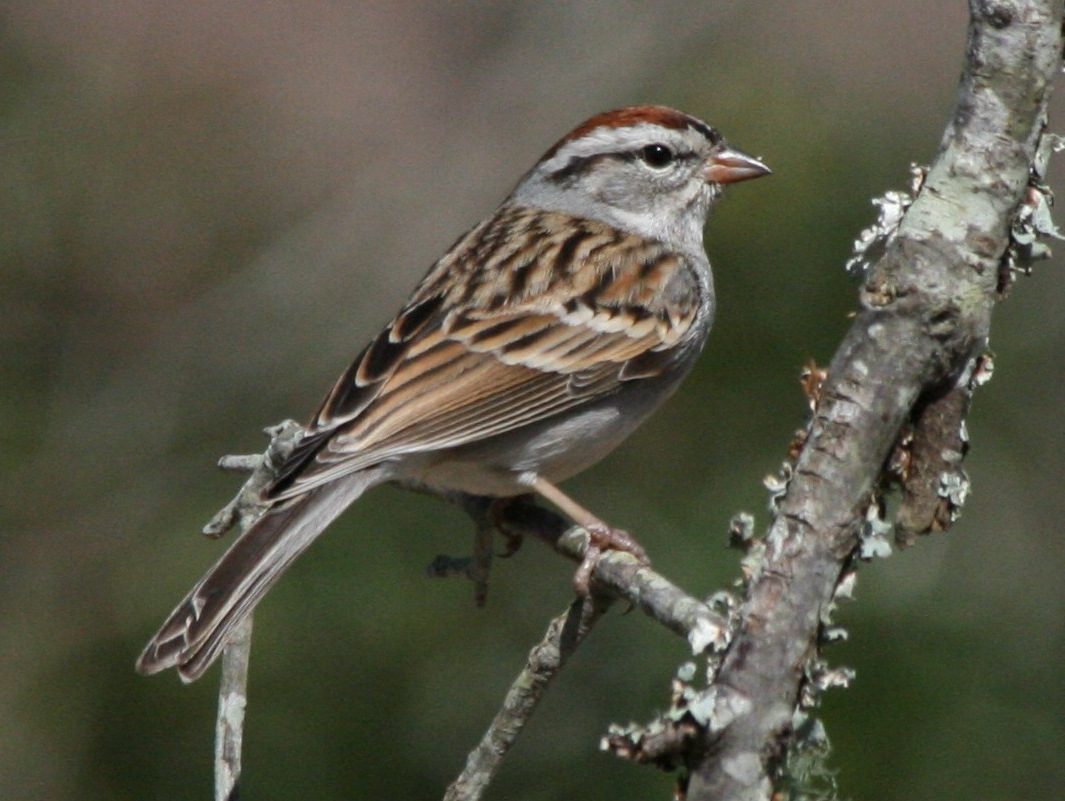
بالغٌ مُفرخ من المجموعة الشرقيَّة.

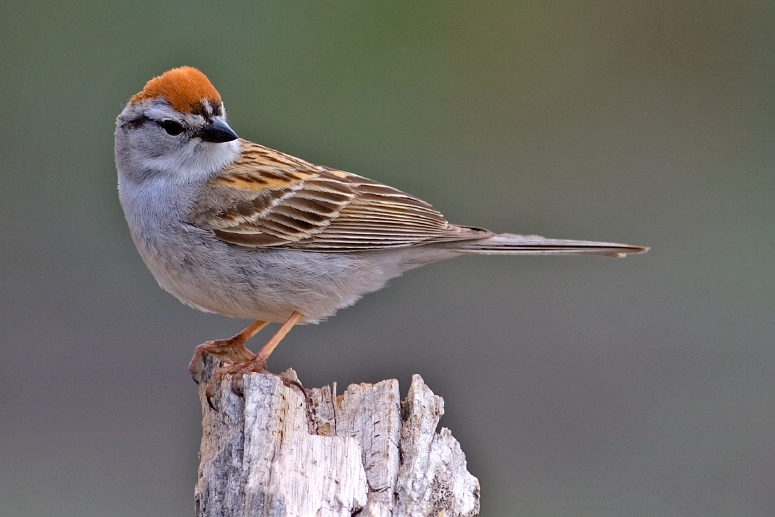
بالغٌ مُفرخ من المجموعة الغربيَّة.

تكتسي البوالغ بريشٍ رمادي على قسمها السفليّ وبُرتقاليّ صدئ على قسمها العلويّ أغلب أيَّام السنة، وتظهر عند تلك المُفرخة منها قلنسوة حمراء برسيمونيَّة خلال موسم التفريخ، ويستحيل حاجبها كامل البياض تقريبًا، ويظهر لديها خطًا أسود عابرًا للعين. أمَّا كِسوة البوالغ الأساسيَّة (اللاتفريخيَّة)، فأقل تلونًا وتقليمًا، فتظهر قلنسوتها بلونٍ بُنيّ، وحواجبها وخط العين بلونٍ قاتم.
تتميَّزُ الفراخ اليافعة من هذا النوع بتقليمات قسمها السفليّ البارزة، ويظهر عندها كما عند البوالغ غير المُفرخة، خطًا قاتمًا عابرًا للعين، أي يمتد قبل وبعد هذه الأخيرة. كما يُمكنُ ملاحظة قلنسوة الأفراد غير المُفرخة بُنيَّة اللون وحاجبيها القاتمين، ولو بشكلٍ أقل بروزًا من الفراخ.

### الصوت
الأغنية عِبارة عن زغردة تختلفُ اختلافًا ملحوظًا بين الجمهرات المُتنوِّعة، منها طبقتين صوتيتين واسعتين مُميزتين، تُعرف الأولى باسم الزغردة السريعة والأخرى باسم الزغردة البطيئة. زغردات أو «زقزقات» الزغردة السريعة تُطلق أحيانًا مُتداخلة في ترجيعٍ سريع من طَبقة واحِدة، وهي أسرع بحوالي الضعف من الزغردة البطيئة؛ تبدو الزغردة السريعة بالنسبة للسامع وكأنَّها غمغمة أي طنين، أو شخيرُ شخصٍ ما، بينما تبدو الزغردة البطيئة وكأنها نقرٌ بالأصابع. تُوصف النغمة على أنها سلسلة من النداءات «تشي تشي تشي».
نداء الطيران مألوفٌ ومشهور طيلة أيَّام السنة، وهو نداءٌ حاد ثاقب وصافٍ، يدوم حوالي 50 مليثانية فقط، تبلغ حدته 9 كيلوهرتز بدايةً ثمَّ تهبط إلى 7، لتعود وترتفع إلى 9 مُجددًا. من أكثر أوقات السنة التي تُسمعُ فيها هذه النداءات: ليالي الخريف والربيع، أي موسم هجرتها، فخلال هذه الفترة تقطعُ الطيور من الشمال إلى الجنوب ثمَّ العكس، وذلك خلال الليل، فتُنادي بعضها طيلة الطريق كي لا يشرد أحدها عن السرب. يظهرُ أنَّ عصافير الدوري الزَّقزاقة هي أكثر القواطع الليليلة شيوعًا جنوب الجبال الصخريَّة، أي جبال الروكي، وشرقيّ السهول الكبرى، وذلك استنادًا إلى عدد نداءات الطيران المُسجَّلة خلال ساعة. يُمكنُ سماع حوالي 15 نداءً طيرانيًّا لهذه الطيور خلال ليلةٍ اعتياديَّة من شهر أغسطس في المناطق سالفة الذِكر، وفي بعضها الآخر «الزائدة عن الاعتيادية» يُمكن سماع قُرابة 60 نداءً في الساعة، أمَّا في الليالي الاستثنائيَّة فيُمكنُ سماع أكثر من 200 نداء خلال الساعة.

### السُلالات والجمهرات
من عصافير الدوري الزَّقزاقة جمهراتٌ كثيرة تختلف باختلاف موطنها المُمتد عبر القسم الأعظم من أمريكا الشماليَّة. الاختلاف الشكليّ ضئيل للغاية ويكاد لا يُلاحظ، أمَّا الاختلاف السلوكيّ فواضح جدًا. يُقسمُ علماء الطيور هذا النوع إلى مجموعتين رئيسيتين: مجموعة العصافير الزَّقزاقة الشرقيَّة ومجموعة العصافير الزَّقزاقة الغربيَّة، مع أنَّ هُناك بعض الاختلاف في كِسوة وسلوك بعض الجمهرات الداخلة ضمن المجموعة الأخيرة لدرجةٍ يُمكن معها تصنيفها في مجموعةٍ مُستقلَّة.
هُناك سُلالتين على الأقل من هذه العصافير تقطن غربيّ أمريكا الشماليَّة، وهي: السُلالة الأريزونيَّة (Spizella passerina arizonae)، قاطنة الجبال والموائل الطبيعيَّة القاحلة في الداخل الغربيّ، والسُلالة الصافرة (S. p. stridula) قاطنة السفوح الجبليَّة المُطلَّة على ساحل المحيط الهادئ. يُصنِّفُ بعض العلماء السُلالتين سالفتيّ الذِكر ضمن نوعٍ واحد مُستقل بذاته هو العُصفُور الدوري الزَّقزاق الغربي، لكنَّ الأغلبيَّة لا ترى أنَّها مميزة لدرجةٍ يُمكن معها فصلها عن السُلالة الزَّقزَاقة (S. p. passerina)، أو العُصفُور الدوري الزَّقزاق الشرقيّ.

## الإيكولوجيَّة

### الموطن والموائل الطبيعيَّة
تُفرخُ عصافير الدوري الزَّقزاقة قاطنة شرق أمريكا الشماليَّة في الأحراج، والأراضي الزراعيَّة، وضواحي المدن. أمَّا في غربيّ أمريكا الشماليَّة فهي تُفضِّلُ الغابات الصنوبريَّة على غيرها. هذه الطيور مُهاجرة جُزئيَّة، تقطعُ جمهراتها الشماليَّة والوسطى جنوبًا إلى جنوب الولايات المتحدة والمكسيك خلال فصل الشتاء. تُشكِّلُ عصافير الدوري الزَّقزاقة أسرابًا مُتماسكة خلال موسم الهجرة وفي مناطق إشتائها، فتعيشُ عندها حياةً اجتماعيَّة، وفي بعض الأحيان تُشكِّلُ الطيور مجاميع مع أنواعٍ أخرى من شاكلة الأُزيرق الشرقي وهوازج الصنوبر.

### الغذاء

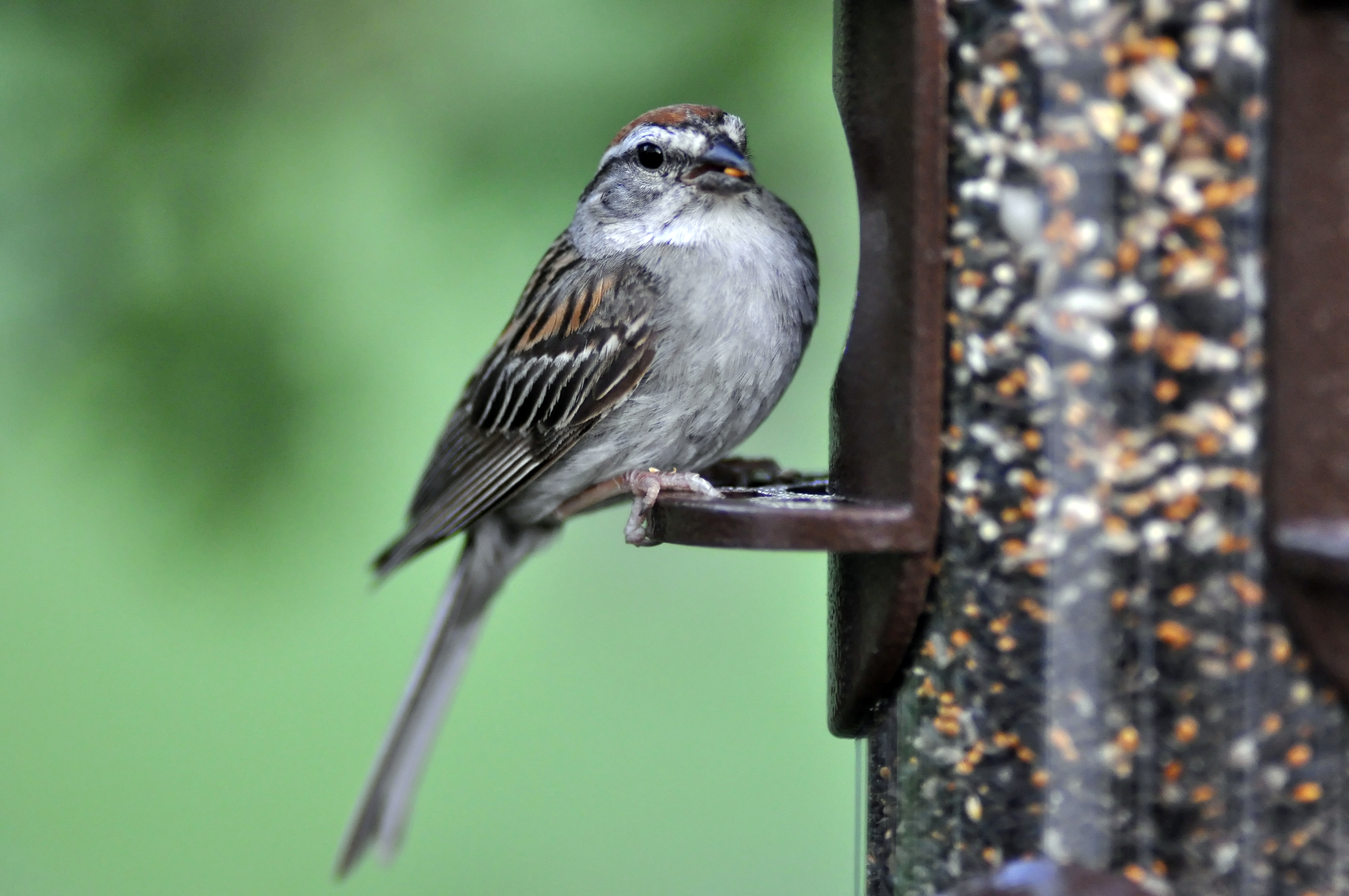
عُصفورٌ زقزاق جاثم على إحدى مُغذيات الطيور في حديقةٍ منزليَّة.

تسعى عصافير الدوري الزَّقزاقة وراء طعامها على الأرض، وغالبًا ما تفعل ذلك في أسرابٍ فضفاضة غير مُتماسكة. يتكوَّن القسم الأعظم من غذائها من البزور وفتافيت أي نوعٍ آخر من الطعام، وبالأخص ما يسقطُ من البشر أو الحيوانات على الأرض. كثيرًا ما تقتات هذه الطيور من الأعشاب أو الحشائش مُباشرةً، كما يُمكنُ رؤيتها في أي وقتٍ من السنة وبالأخص خلال الربيع، وهي تبحث عن الطعام في الأشجار وأحيانًا في ظلَّة الغابة، وأكثر ما تسعى خلفه هو البصلات الطازجة ومفصليات الأرجل المُبعثرة بين الأوراق وتحت اللحاء.

### العلاقة مع الإنسان
يسهلُ الاقتراب كثيرًا من هذه العصافير على الرغم من أنها شديدة الحذر، حيثُ يستطيع المُراقب الهادئ أن يقترب حتى مسافة 50 أو 100 قدم من عُصفُورٍ واحد أو اثنين أثناء اقتياتهما على الأرض. فإن شعرت الطيورُ بالخطر حلَّقت فورًا إلى أقرب شجرة أو جَنَبة أو سياج. تأقلمت السُلالات الشرقيَّة مع التغييرات التي أجراها البشر على بيئة تلك الناحية من الولايات المُتحدة، وأصبحت تتواجد في الموائل الطبيعيَّة الجديدة بشكلٍ طبيعيّ، ولو أنَّها تغيَّرت بشكلٍ ملحوظ عن الغابات الصنوبريَّة التي يُعتقد أنَّها كانت تسكنها قبل الاستعمار الأوروبي.

### التفريخ

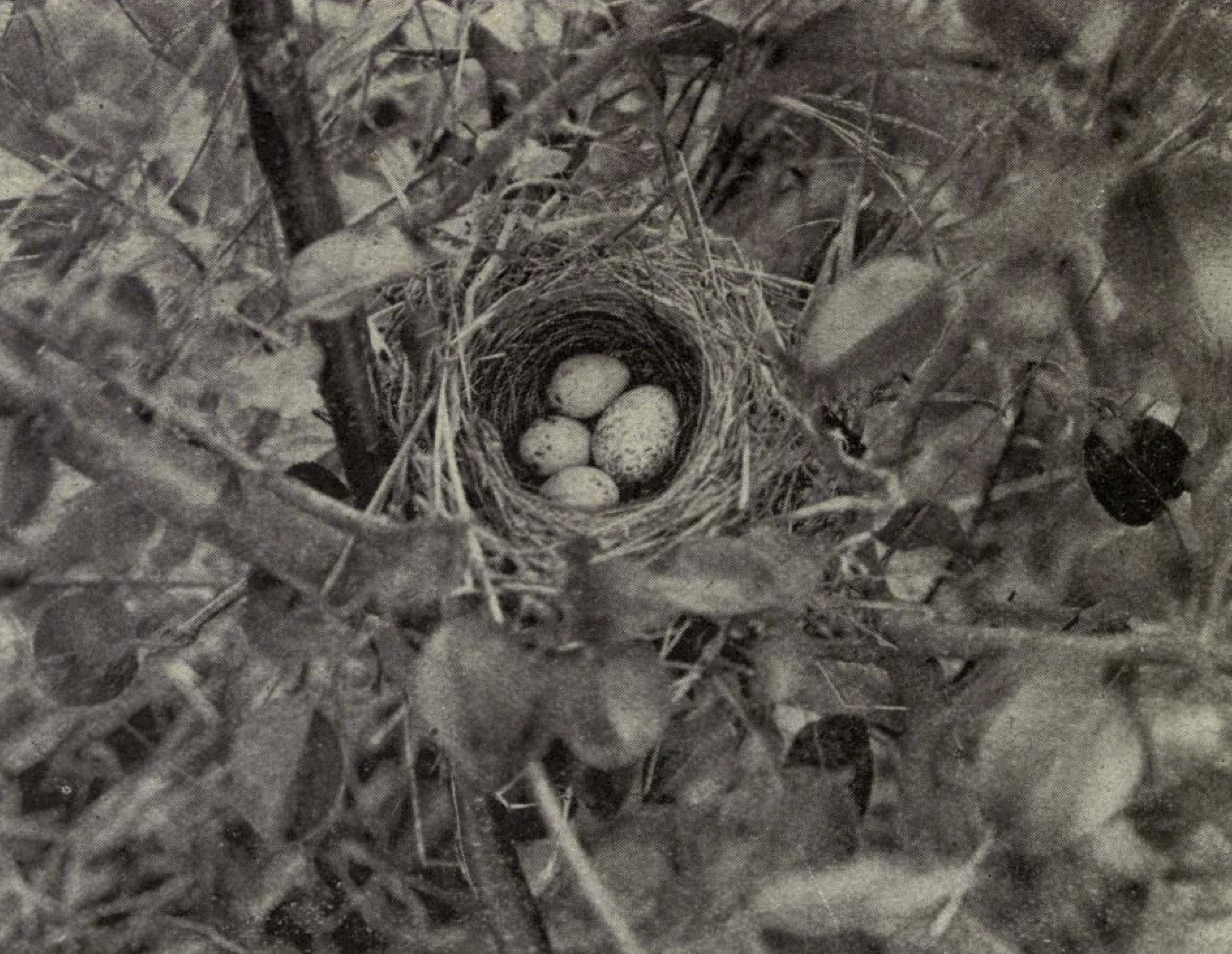
عشٌ فيه أربعة بيوض.

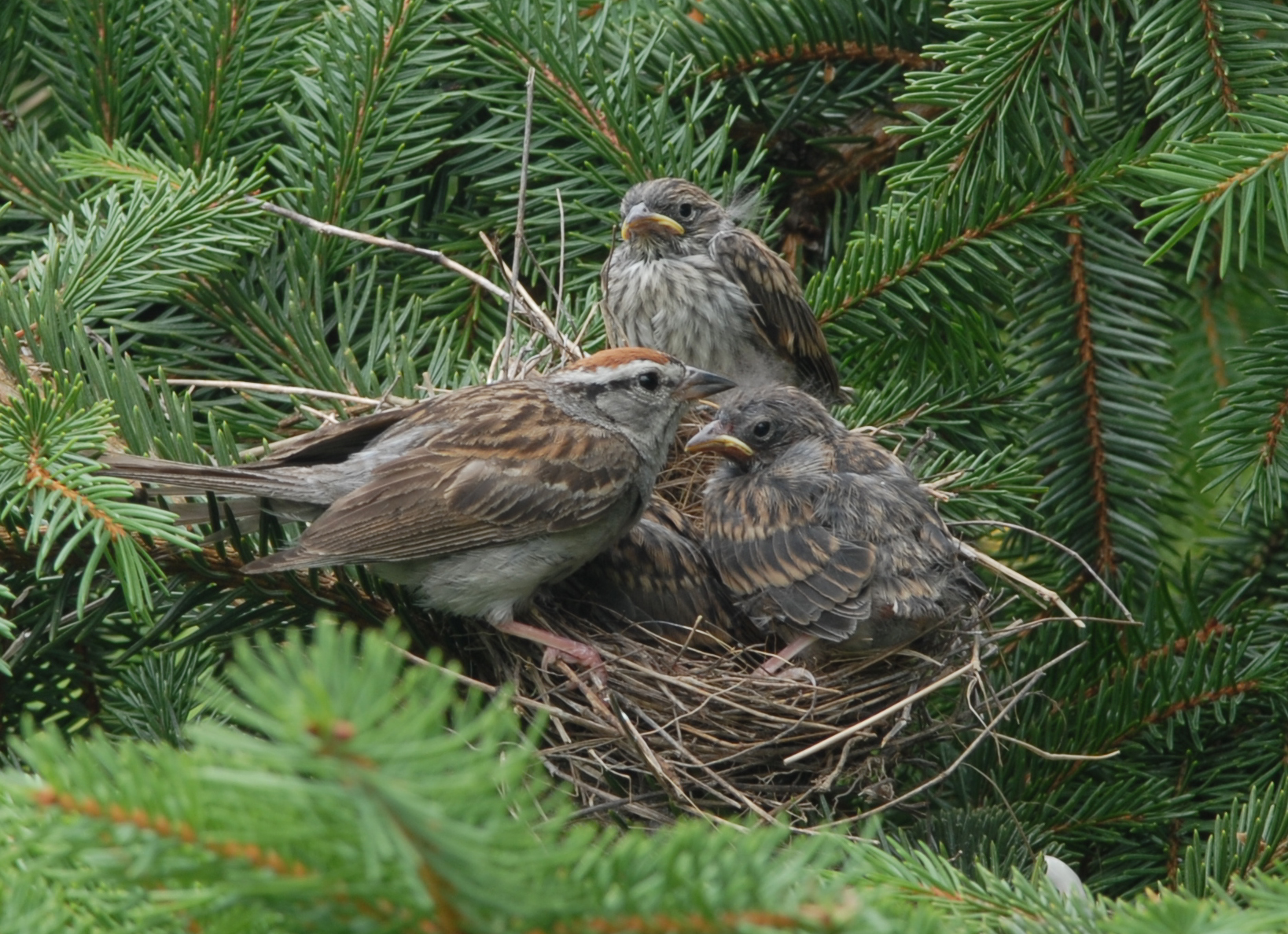
طائرٌ بالغ مع ثلاثة فراخ يافعة.

تبداُ الطيورُ المُهاجرة الأولى بالعودة من موطن إشتائها الجنوبيّ خلال شهر مارس، لكن القِسم الأعظم منها لا يصل حتى شهر أبريل. وما أن تصل، حتى تبدأ الذكور بتحديد حوزها، فيعلو صوت تغريدها في جميع الأنحاء حتى يلفت انتباه الناس قاطني المناطق المُتاخمة لموائلها الطبيعيَّة أو الضواحي حيثُ تُفرخ بعض الأفراد. يبدأ موسم التفريخ عند بعض هذه العصافير باكرًا، وبالتحديد من أوائل أبريل، غير أنَّ أغلبها لا يُفرخ إلاّ بحلول أواخر الشهر سالف الذِكر ومايو.

### طرح الريش
تتبعُ عصافير الدوري الزَّقزاقة «الاستراتيجيَّة المُعقدة البديلة» عند طرحها ريشها، وهذه يُقصد بها أنها تطرح ريشها وتستبدله بريشٍ جديد أكثر من مرَّة في السنة، على العكس من باقي أنواع عصافير الدوري الأمريكيَّة. تستبدلُ البوالغ ريشها مرَّتين خلال العام، مرَّة في أواخر الصيف وأخرى في أواخر الشتاء، أمَّا الفراخُ اليافة فتطرح ريشها ثلاث مرَّات خلال عامها الأوَّل، في مرحلةٍ تُعرف باسم «دورة التريُّش الأولى».